# Massimo Cacciari
Pour les articles homonymes, voir Cacciari.
Massimo Cacciari (Venise, 5 juin 1944) est un philosophe et homme politique italien.

## Biographie

### Études et carrière académique
Massimo Cacciari est né à Venise, le 5 juin 1944. Il a été diplômé de philosophie en 1967 à l'université de Padoue, avec une thèse sur la Critique de la faculté de juger de Kant.
Il est nommé en 1985 professeur d'esthétique à l'Institut d'architecture de Venise. Il a fondé plusieurs revues de philosophie et de culture : Angelus Novus (1964-1974), Contropiano (1968-1971), Laboratorio politico (1980-1985), Il Centauro (1980-1985) et, plus récemment Paradosso depuis 1992.
Massimo Cacciari dirige aujourd'hui la nouvelle faculté de philosophie de l'université Vita-Salute San Raffaele de Milan, où il continue d'enseigner l'esthétique.

### Œuvres
Cacciari a participé à l'édition italienne d'œuvres de Lukács ou Hofmannsthal notamment, et a rédigé de nombreux essais sur la crise de l'Europe centrale du début du siècle tout en développant une critique contemporaine de l'idéalisme classique allemand.
Il s'intéresse ensuite à la théorisation de la technique chez Martin Heidegger, la mettant notamment en rapport avec Jünger, mais aussi Sombart, Max Scheler ou Spengler (Dran. Méridiens de la décision dans la pensée contemporaine).
Il reçoit en 2005, la Médaille d'Or du Círculo de Bellas Artes (Espagne).

### Carrière politique
Massimo Cacciari est toujours parvenu à combiner ses activités de philosophe et d'enseignant avec un fort engagement politique. Après avoir participé aux revues « opéraïstes » des années soixante, il adhère au Parti communiste italien (PCI) où il s'occupe de domaines étrangers à ses intérêts philosophiques. Dans les années 1970, il est responsable des affaires industrielles pour la section de Vénétie du PCI. Élu député des VIIe et VIIIe législatures (juillet 1976-juin 1979 ; juin 1979-juillet 1983) de la Camera dei deputati, Cacciari est membre de la Commission parlementaire pour l'Industrie.
À la mort d'Enrico Berlinguer en 1984, Massimo Cacciari quitte le PCI et adopte des positions plus modérées. Il restera cependant toujours dans la coalition de centre gauche. Maire (sindaco) de Venise de 1993 à 2000 et soutenu par les partisans de Romano Prodi, on parle de lui comme du futur dirigeant du parti de l'Olivier. En vue des élections régionales de 2000, Cacciari réalise que, dans une région traditionnellement modérée, la gauche doit séduire une partie de l'électorat de la défunte Démocratie chrétienne italienne et fait quelques pas significatifs en ce sens. Il échoue cependant à séduire l'électorat autonomiste. Après sa défaite aux élections de 2000 au poste de gouverneur de Vénétie, il voit diminuer ses chances de devenir un leader politique d'envergure nationale. Député européen, conseiller régional de Vénétie, il est réélu maire de Venise en 2005 sous l'étiquette du parti La Marguerite (affilié à l'union de L'Olivier) après un ballotage difficile au second tour avec le candidat des Démocrates de gauche, l'ancien magistrat Felice Casson (1 340 voix d'écart). Il quitte son deuxième mandat de maire de Venise en 2010.
À la fin de 2010, il fonde Vers le Nord avec d'anciens centristes.

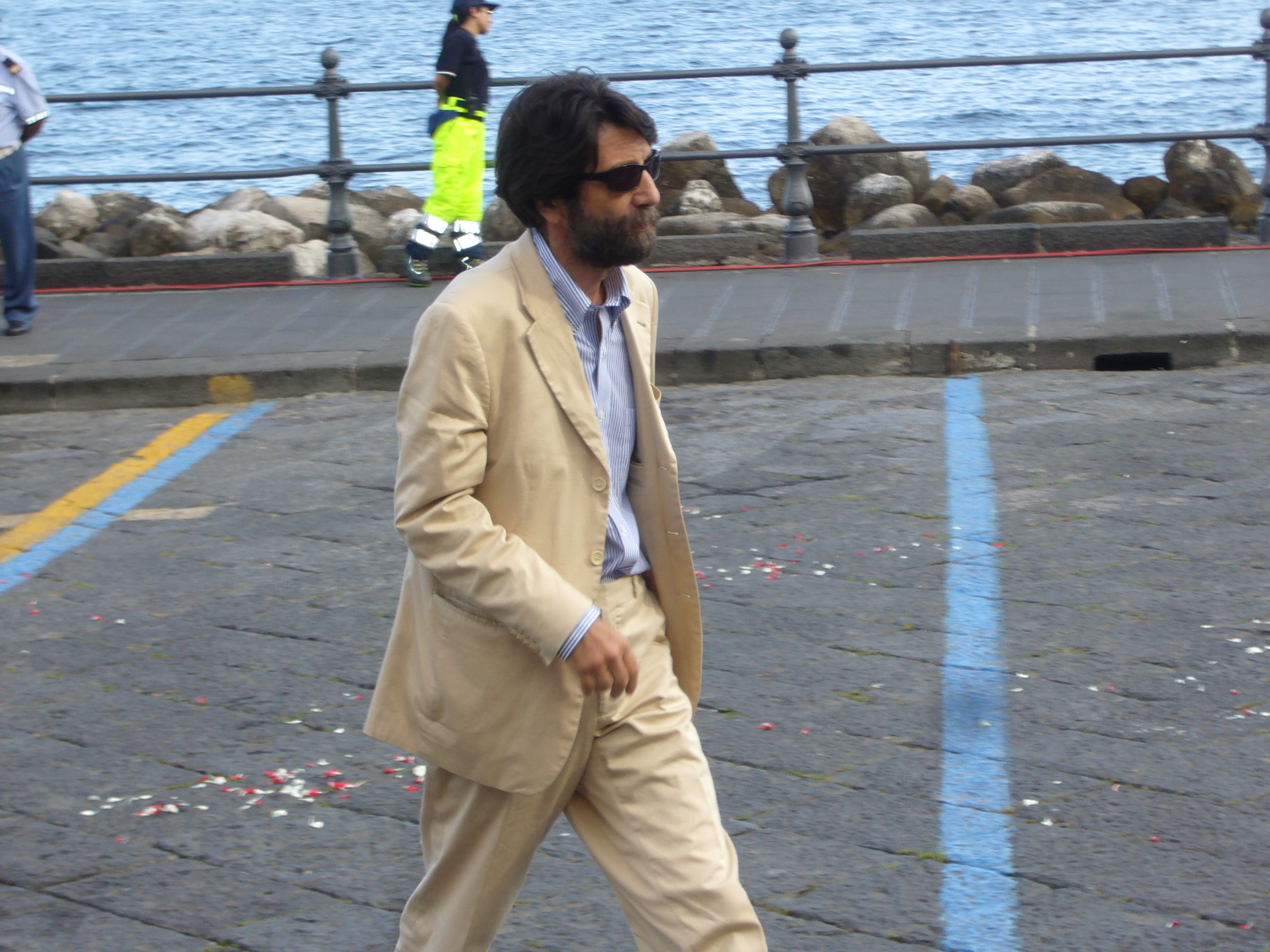
Massimo Cacciari à Amalfi en 2008.

## Publications

### Publications en italien
- Introduzione di Massimo Cacciari a Georg Simmel, Saggi di estetica, Padoue, 1970
- Qualificazione e composizione di classe, in Contropiano 2, 1970
- Ciclo chimico e lotte operaie, avec S. Potenza, in Contropiano, n°2, 1971
- Dopo l'autunno caldo: ristrutturazione e analisi di classe, Marsilio, Padoue, 1973
- Pensiero negativo e razionalizzazione. Problemi e funzione della critica del sistema dialettico, 1973
- Metropolis, Roma, Officina, 1973
- Piano economico e composizione di classe, Feltrinelli, 1975
- Lavoro, valorizzazione, cervello sociale, in Aut Aut, n. 145-146, Milan, 1975
- Note intorno a «sull'uso capitalistico delle macchine» di Raniero Panzieri, in Aut Aut, n. 149-150, Milan, septembre-décembre 1975
- Oikos. Da Loos a Wittgenstein, avec Francesco Amendolagine,  Rome, 1975
- Krisis, Saggio sulla crisi del pensiero negativo da Nietzsche a Wittgenstein, Feltrinelli, 1976 (ottava edizione nel 1983)
- Pensiero negativo e razionalizzazione, Marsilio, 1977
- Il dispositivo Foucault, Venise, Cluva, 1977
- Dialettica e critica del politico. Saggio su Hegel, Feltrinelli, 1978
- Walter Rathenau e il suo ambiente, De Donato, 1979
- Crucialità del tempo: saggi sulla concezione nietzscheana del tempo, et al, Liguori, 1980
- Dallo Steinhof, Adelphi, 1980 (nuova edizione 2005)
- Adolf Loos e il suo angelo, Electa, 1981
- Feuerbach contro Agostino d'Ippona, Adelphi, 1982
- Il potere: saggi di filosofia sociale e politica, avec G. Penzo, Rome, Città Nuova, 1985
- Icone della legge, Adelphi, 1985 (nuova edizione 2002)
- Zeit ohne Kronos, Ritter Verlag, Klagenfurt, 1986
- L'Angelo necessario, Adelphi, 1986 (nuova edizione 1992)
- Drama y duelo, Tecnos, Madrid, 1989
- Le forme del fare, avec Massimo Donà et Romano Gasparotti, Liguori, 1989
- Dell’Inizio, Adelphi, 1990 (nuova edizione nel 2001)
- Dran, Méridiens de la décision dans la pensée contemporaine, éditions de l'éclat, 1992
- Architecture and Nihilism, Yale University Press, 1993
- Desde Nietzsche: Tiempo, Arte, Politica, Biblios, Buenos Aires, 1994
- Geofilosofia dell’Europa, Adelphi, 1994 (nuova edizione 2003)
- Großstadt, Baukunst, Nihilismus, Ritter, Klagenfurt, 1995
- Migranten, Merve, Berlin, 1995
- Introduzione a F. Bacone, Nuova Atlantide, Silvio Berlusconi Editore, Milan, 1995
- L'Arcipelago, Adelphi, 1997
- Emilio Vedova. Arbitrii luce, Catalogo della mostra, Skira, 1998
- Arte, tragedia, tecnica, avec Massimo Donà, Raffaello Cortina, 2000
- El Dios que baila, Paidos, Buenos Aires, 2000
- Duemilauno. Politica e futuro, Feltrinelli, 2001
- Wohnen. Denken. Essays über Baukunst im Zeitalter der völligen Mobilmachung, Ritter Verlag, Klagenfurt et Vienne, 2002
- Della cosa ultima, Adelphi, 2004
- La città (conferenza), Pazzini, 2004
- Il dolore dell’altro. Una lettura dell’Ecuba di Euripide e del libro di Giobbe (conferenza), Saletta dell’Uva, 2004
- Soledad acogedora. De Leopardi a Celan, Abada Editores, Madrid, 2004
- Paraíso y naufragio. Musil y El hombre sin atributos, Abada Editores, Madrid, 2005
- Magis Amicus Leopardi, Saletta dell’Uva, 2005
- Maschere della tolleranza, Rizzoli, Milan, 2006
- Introduzione a Max Weber, il politico come professione, Mondadori, Milan, 2006
- Europa o Filosofia, Machado, Madrid, 2007
- Tre icone, Adelphi, Milan, 2007
- Teologia e politica al crocevia della storia (avec Mario Tronti), AlboVersorio, Milan, 2007
- The Unpolitical. Essays on the radical critique of the political thought, Yale University Press, 2009
- Hamletica, Adelphi, Milan, 2009
- La città, Pazzini, 2009
- Il dolore dell'altro. Una lettura dell'Ecuba di Euripide e del libro di Giobbe, Saletta dell'Uva, 2010
- I comandamenti. Io sono il Signore Dio tuo, Il Mulino, 2010
- I comandamenti. Ama il prossimo tuo, Il Mulino, 2011
- Doppio ritratto. San Francesco in Dante e Giotto, Adelphi, 2012
- Il potere che frena, Adelphi, Milan, 2013

### Ouvrages traduits en français
- L'Ange nécessaire [« L'Angelo necessario, traduit de l'italien par Marilène Raiola »], Christian Bourgois éditeur, 1988, 185 p. (ISBN 978-2-267-00554-7)
- Icônes de la loi [« Icone della legge, traduit de l'italien par Marilène Raiola »], Christian Bourgois éditeur, 1990, 352 p. (ISBN 978-2-267-00781-7)
- Drân. Méridiens de la décision dans la pensée contemporaine, Éditions de l'éclat, 1992, 151 p. (ISBN 978-2-905372-63-5, lire en ligne)
- Déclinaisons de l'Europe [« Geofilosofia dell’Europa »], Éditions de l'éclat, 1998, 174 p. (ISBN 978-2-84162-003-6, lire en ligne)
- Le Dieu qui danse [« El Dios que baila, traduit de l'italien par Marilène Riaola »], Grasset, 2000, 135 p. (ISBN 978-2-246-59351-5)
- Le Jésus de Nietzsche (trad. de l'italien), Paris, Éditions de l'Éclat, 2011, 48 p. (ISBN 978-2-84162-271-9)
- Enfanter Dieu (traduit de l'italien par Jacqueline Malherbe-Galy et Jean-Luc Pardonne. Préface de Michel Valensi), Paris, Editions de l'éclat, 2022, 116 p.  (ISBN 978-2-84162-550-5)